# Stopnica (gromada 1954–1961)
Stopnica (od 31 XII 1961 Stopnica I) – dawna gromada, czyli najmniejsza jednostka podziału terytorialnego Polskiej Rzeczypospolitej Ludowej w latach 1954–1972.
Gromady, z gromadzkimi radami narodowymi (GRN) jako organami władzy najniższego stopnia na wsi, funkcjonowały od reformy reorganizującej administrację wiejską przeprowadzonej jesienią 1954 do momentu ich zniesienia z dniem 1 stycznia 1973, tym samym wypierając organizację gminną w latach 1954–1972.
Gromadę Stopnica z siedzibą GRN w Stopnicy (wówczas wsi) utworzono – jako jedną z 8759 gromad na obszarze Polski – w powiecie buskim w woj. kieleckim, na mocy uchwały nr 13a/54 WRN w Kielcach z dnia 29 września 1954. W skład jednostki weszły obszary dotychczasowych gromad: Stopnica ze zniesionej (jednostkowej) gminy Stopnica oraz Folwarki Stare, Kąty Nowe, Szczeglin, Mietel Stary, Suchowola, Wolica i Szklanów ze zniesionej gminy Wolica w tymże powiecie. Dla gromady ustalono 27 członków gromadzkiej rady narodowej.
31 grudnia 1959 do gromady Stopnica przyłączono wsie Prusy Stare i Skrobaczów, kolonie Prusy Nowe, Wygoda Skrobacka, Gajówka i Górka Skrobacka oraz przysiółek Podlasek ze zniesionej gromady Skrobaczów a także wieś Topola ze zniesionej gromady Smogorzów w tymże powiecie; z gromady Stopnica wyłączono natomiast wsie Szeglin, Mietel Stary i Kamodzienice oraz kolonie Mietel Stopnicki, Mietel Turski, Mietel Wójczański i Mietel Pacanowski, włączając je do gromadę Białoborze. Tego samego dnia Stopnica stała się także siedzibą GRN gromady Białoborze.
31 grudnia 1961 gromadę Stopnica przemianowano na gromada Stopnica I. Przyczyną zmiany nazwy było przejęcie przez sąsiednią gromadę Białoborze członu Stopnica od jej faktycznej siedziby GRN, która od 31 grudnia 1959 znajdowała się właśnie w Stopnicy. Celem zmiany nazwy było zatem ujednoznacznienie dwóch gromad w tym samym powiecie o tej samej nazwie.
Uwaga: Terytorialnie odmienną jednostką (aczkolwiek prawną kontynuacją omawianej gminy Stopnica oraz jej następczyni, gromady Stopnica I) była gromada Stopnica istniejąca w latach 1969–72, odpowiadająca swym zasięgiem zarówno gromadom Stopnica/Stopnica I jak i Białoborze/Stopnica II z wcześniejszych lat.